# Coxina plumbeola
Coxina plumbeola là một loài bướm đêm trong họ Erebidae.